# Гэуряну, Виктор
Виктор Дан Гэуряну (рум. Victor Dan Găureanu; 15 ноября 1967, Коцушка — 20 мая 2017, Крайова) — румынский фехтовальщик-саблист. Выступал за сборную Румынии по фехтованию на всём протяжении 1990-х и в начале 2000-х годов. Двукратный бронзовый призёр чемпионатов мира, серебряный и бронзовый призёр чемпионата Европы, трёхкратный победитель национального первенства, участник двух летних Олимпийских игр. Также известен как тренер по фехтованию.

## Биография
Виктор Гэуряну родился 15 ноября 1967 года в коммуне Коцушка, жудец Ботошани.
Первого серьёзного успеха на взрослом международном уровне добился в сезоне 1992 года, когда вошёл в основной состав румынской национальной сборной и побывал на летних Олимпийских играх в Барселоне. Выступал здесь командном зачёте саблистов и занял итоговое четвёртое место, остановившись в шаге от попадания в число призёров.
В 1993 и 1994 годах дважды подряд становился чемпионом Румынии по фехтованию. Побывал на чемпионате мира в Афинах, откуда привёз награду бронзового достоинства, выигранную в командном первенстве.
После достаточно длительного перерыва в 1998 году Гэуряну вернулся в большой спорт и снова одержал победу на чемпионате Румынии. Год спустя он отправился на чемпионат Европы в Больцано, где в личном зачёте саблистов завоевал бронзовую медаль, уступив на стадии полуфиналов представителю Германии Вирадеху Котны, тогда как в командном зачёте взял серебро — здесь румынскую команду обошла лишь сборная Франции.
Находясь в числе лидеров румынской национальной сборной, Виктор Гэуряну благополучно прошёл отбор на Олимпийские игры в Сиднее — на сей раз занял восьмое место в личном зачёте саблистов и снова стал четвёртым в командном зачёте.
По окончании сиднейской Олимпиады Гуэряну остался в составе фехтовальной команды Румынии и ещё в течение некоторого времени продолжал принимать участие в крупнейших международных соревнованиях. Так, в 2001 году он выступил на чемпионате мира в Ниме, где получил бронзу в состязаниях саблистских команд.
Завершив карьеру профессионального спортсмена, занялся тренерской деятельностью. Являлся личным тренером таких выдающихся румынских фехтовальщиков как Михай Ковалиу и Флорин Заломир.
Умер 20 мая 2017 года в городе Крайова в возрасте 49 лет.